# Buciușca, Rezina
Buciușca este un sat din cadrul comunei Saharna Nouă din raionul Rezina, Republica Moldova.

## Istorie
Prima atestare documentară a satului Buciușca datează din anul 1634, ortografiat Buciocica:
„Io Vasile voievod, din mila lui Dumnezeu, domn al Țării Moldovei. Dat-am cartea domniei mele cinstitu și credincios boiarinul domniei mele, Savin Prăjăscul mare vornic al Țării de Gios, spre ceea ca să fie tare și puternic cu cartea domniei mele a opri și a ține giumătate de vecini și giumătate de hăleșteu și un râmnicu, din satu din Sămășcani, ce-au fost a lui Beldiman logofetul.

Așijderele să aibă a opri câți vecini se vor afla în satu în Mihăilașea de moșie.

Așijderele să fie tare cu cartea domniei mele a lua a dzecia din hotarul Flămânzenilor, cine va fi aratu sau cositu pre locul lui Beldiman ce-au fost logofătu.

Așijderele să aibă a opri giumătate de satu de Buciocica și giumătate de vecini și giumătate din tot locul și să aibă a lua a dzecia din tot locul dintr-acea giumătate de satu, pentru căci iaste acea giumătate de satu dela Toader Beldiman și de la Ghergheloie.

...

Iași, (7142) 1634 iulie 22.”